# Giustina
Giustina  è un nome proprio di persona italiano femminile.

## Varianti
- Maschili: Giustino

### Varianti in altre lingue
- Ceco: Justýna[1], Justina[1]
- Danese: Justina
- Francese: Justine[1]
- Inglese: Justina[1], Justine[1]
- Latino: Justina[1], Iustina[1]
- Lituano: Justina[1]
- Norvegese: Justine
- Olandese: Justine[1]
  - Ipocoristici: Stien[1]
- Polacco: Justyna[1]
- Portoghese: Justina
- Russo: Устинья (Ustin'ja)[1], Юстина (Justina)[1]
- Slovacco: Justína[1]
- Sloveno: Justina[1]
- Spagnolo: Justina
- Svedese: Justina
- Tedesco: Justine[1]
- Ungherese: Jusztine

## Origine e diffusione
Deriva dal latino Iustina, femminile di Iustinus, patronimico di Iustus; significa quindi "di Giusto", "discendente di Giusto".

## Onomastico
L'onomastico si festeggia il 7 ottobre, in memoria di santa Giustina di Padova, vergine e martire. Altre sante con questo nome sono:
- 10 gennaio, santa Giustina, vergine
- 12 marzo, beata Giustina Francucci Bezzoli, benedettina[2]
- 14 maggio, santa Giustina, martire in Sardegna con Enedina e Giusta[3]
- 16 giugno, santa Giustina, martire con altri compagni a Magonza[2]
- 13 luglio, santa Giustina, vergine e martire
- 27 luglio, santa Giustina, "corpo santo" venerato a Bellusco[2]
- 26 settembre, santa Giustina, martire con Cipriano e Teoctisto[2]

## Persone
- Giustina, imperatrice romana
- Giustina di Padova, santa italiana

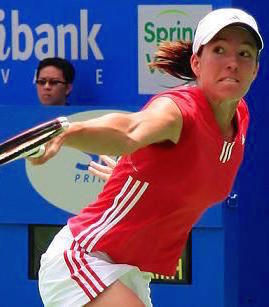
Justine Henin

- Giustina Demetz, sciatrice alpina italiana
- Giustina Mistrello Destro, politica italiana
- Giustina Renier Michiel, scrittrice italiana
- Giustina Rocca, avvocatessa italiana

### Variante Justine

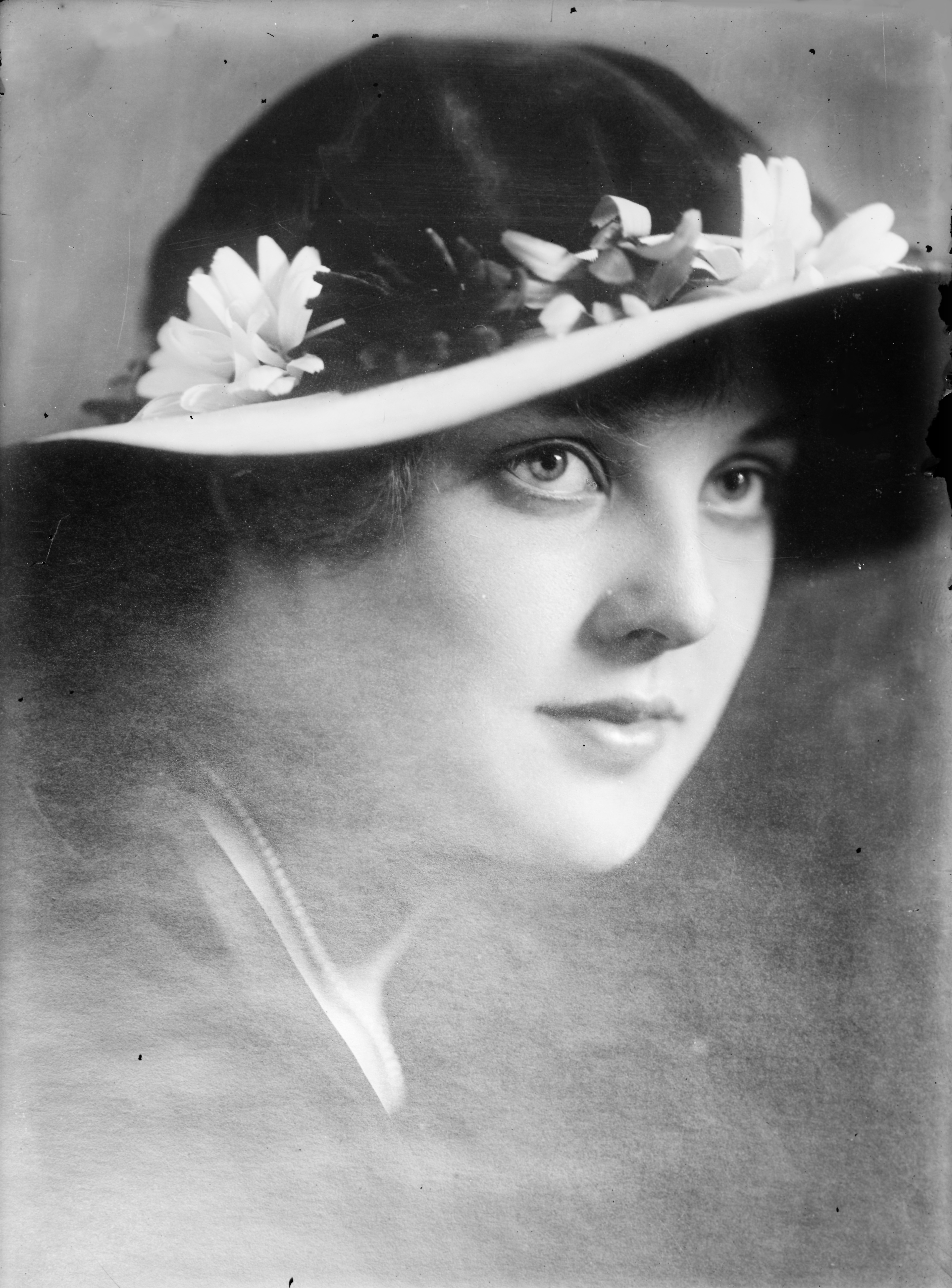
Justine Johnstone

- Justine Bateman, attrice, scrittrice e produttrice cinematografica statunitense
- Justine Dufour-Lapointe, sciatrice freestyle canadese
- Justine Henin, tennista belga
- Justine Johnstone, attrice e patologa statunitense
- Justine Joli, ex pornoattrice statunitense
- Justine Lévy, scrittrice francese
- Justine Mattera, showgirl, attrice, conduttrice radiofonica e televisiva statunitense naturalizzata italiana
- Justine Pasek, modella panamense
- Justine Suissa, cantautrice britannica
- Justine Waddell, attrice britannica

### Variante Justyna
- Justyna Jeziorna, cestista polacca
- Justyna Kowalczyk, fondista polacca
- Justyna Żurowska, cestista polacca

### Altre varianti
- Justina Bricka, tennista statunitense

## Il nome nelle arti
- Justine o le disavventure della virtù è un romanzo di Donatien Alphonse François de Sade, da cui è stato tratto il film del 1968 Justine ovvero le disavventure della virtù, diretto da Jesús Franco.
- Justine Moritz è un personaggio del romanzo di Mary Shelley Frankenstein.